# Armia Północna (Austria)
Armia Północna – jedna z dwóch armii Cesarstwa Austriackiego, operująca na północy kraju, istniejąca do 1867.
W 1866 składała się z 8 korpusów:
- I Korpus Cesarstwa Austriackiego,
- II Korpus Cesarstwa Austriackiego,
- III Korpus Cesarstwa Austriackiego,
- IV Korpus Cesarstwa Austriackiego,
- VI Korpus Cesarstwa Austriackiego,
- VIII Korpus Cesarstwa Austriackiego,
- X Korpus Cesarstwa Austriackiego,
- Korpus Saski (należący do Królestwa Saksonii).

Oprócz nich w skład Armii wchodziły 3 rezerwowe dywizje kawalerii (1, 2, 3) i 2 dywizje lekkiej kawalerii (1, 2). Armia liczyła około 260 tysięcy żołnierzy.
Dowództwo Armii w 1866 objął feldcechmistrz Ludwig von Benedek, szefem sztabu został feldmarszałek-porucznik Alfred von Henikstein, szefem kancelarii działań wojennych (zastępcą ds. Operacyjnych) generał-major Gideon Krizmanics, szefem kancelarii wojskowej generał-major Ferdynand Kriż, dyrektorem artylerii feldmarszałek-porucznik książę Wilhelm von Habsburg, dyrektorem wojsk inżynieryjnych płk Franz von Pidoll zu Quintenbach, intendentem armii feldmarszałek porucznik Alojzy Pokorny Edler von Furstenschild.
Brała udział w wojnie prusko-austriackiej.

## Literatura
- Ryszard Dzieszyński – „Sadowa 1866”, Warszawa 2007, ISBN 978-83-11-10811-0.